# Dąbrówka Kościelna (województwo podlaskie)
Dąbrówka Kościelna – wieś w Polsce położona w województwie podlaskim, w powiecie wysokomazowieckim, w gminie Szepietowo. Przez miejscowość przepływa Mianka, rzeka dorzecza Bugu.
Miejscowość jest siedzibą parafii rzymskokatolickiej św. Anny, należącej do metropolii białostockiej, diecezji łomżyńskiej, dekanatu Szepietowo. W pobliżu znajduje się cmentarz parafialny.

## Historia

### Historia wsi
Wieś założona w wieku XV przez Woynów herbu Pierzchała (inne źródła Ślepowron). Zwana pierwotnie Wojny-Dąbrówka, jak również Dąbrówka Mniejsza lub Mała. Jedna z kilku wsi okolicy szlacheckiej o nazwie Wojny.
Ignacy Kapica Milewski podaje dobra Woyny herbu Trąby w ziemi bielskiej składają się z kilku wsi: Woyny Dąbrowka mniejsza kościelna, Woyny Skwarki; Woyny Izdebnik, Woyny Piecki, Woyny Pogorzel Zagroby, Woyny stare Jakubowięta, Woyny Stanisławowięta Szubicz albo Szuby, Woyny Bakalarze, Woyny Królewięta albo Króle, Woyny Jakubowięta Krupy, Woyny Piotrosze, Woyny Wawrzyńce.
Słownik geograficzny Królestwa Polskiego i innych krajów słowiańskich podaje, iż w XVI w. zwana, jako Wojny Dąbrówka.
W roku 1622 król Jan Kazimierz wystawił przywilej na organizowanie dwóch jarmarków.
W 1827 r. Dąbrówka znajdowała się w województwie augustowskim obwodzie łomżyńskim, powiecie tykocińskim, parafii Dąbrówka. Była to własność prywatna licząca 14 domów i 91 mieszkańców.
W 1880 r. Dąbrówka Kościelna wieś szlachecka i Dąbrówka Mała, wieś włościańska w pow. mazowieckim gm. Szepietowo, par. Dąbrówka. Posiada kościół parafialny, szkołę, dom schronienia dla starców i kalek. Kościół paraf. erygowali w roku 1529 bracia Wojno. Kościół drewniany wystawiony w roku 1755. Parafia dekanatu mazowieckiego liczy 2020 dusz. Folwark Dąbrówka kościelna z wsią t. n. rozl. wynosi m. 316 a mianowicie: grunta orne i ogrody m. 256, łąk m. 27. lasu m. 14, nieużytki i lace m. 19; wieś Dąbrówka kościelna osada 18, grunt m.110.
W 1901 r. Dąbrówka Kościelna, wieś, folwark, szkoła kościół w guberni łomżyńskiej, powiat mazowiecki, gmina Szepietowo, parafia Dąbrówka, okręg sądowy III Mazowieck, poczta – telegraf w Szepietowie, najbliższa stacja kolei – Szepietowo Warszawsko-Petersburska. Odległość od miasta powiatowego – 9 km, od poczty, telegrafu, kolei – 2 km.
W 1921 r. wyszczególniono:

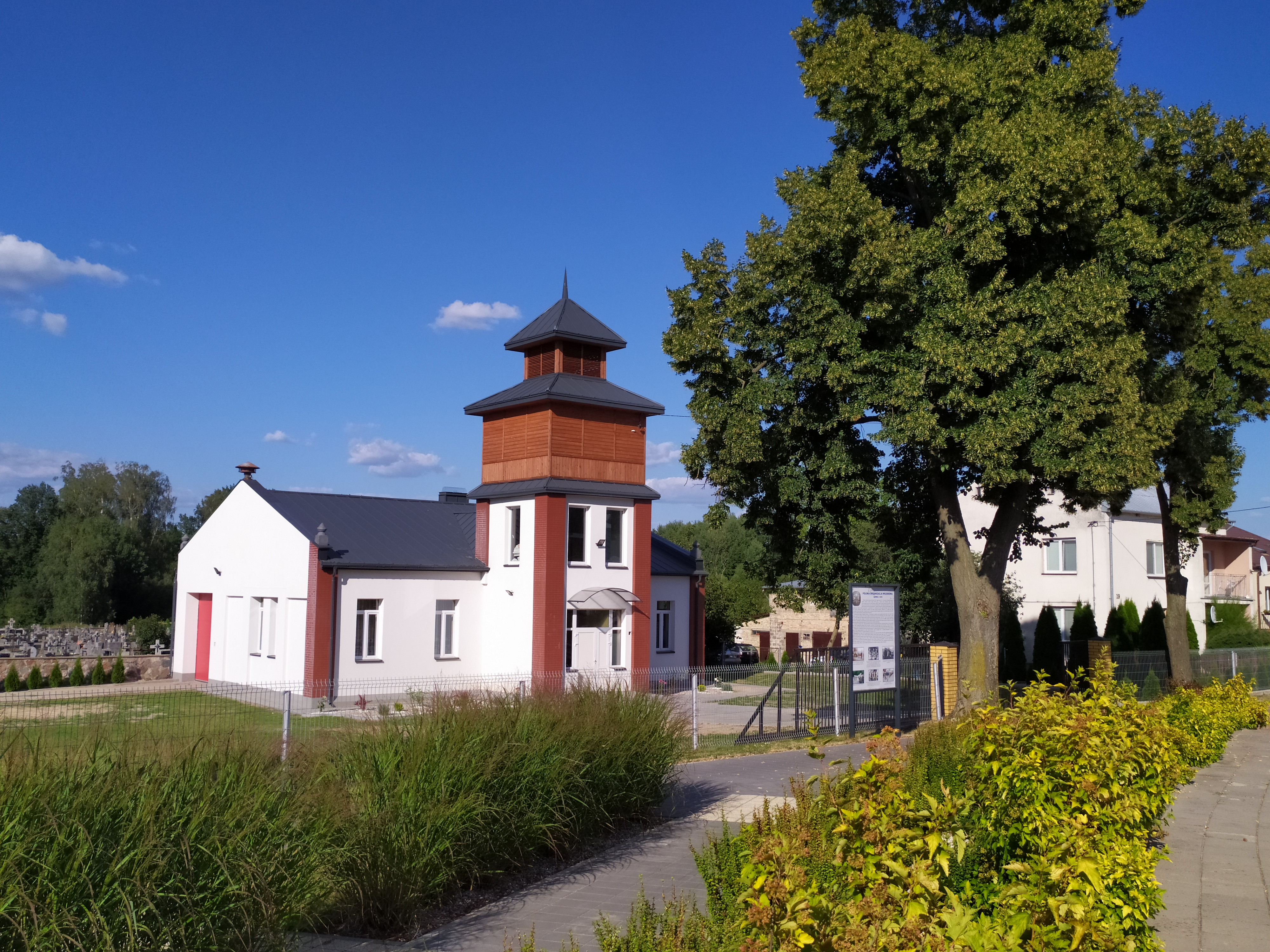
Remiza strażacka z 1930 r.

- wieś Dąbrówka Kościelna. Było tu 65 budynków z przeznaczeniem mieszkalnym i 1 inny zamieszkały oraz 397. mieszkańców (181. mężczyzn i 216 kobiet). Narodowość polską podało 336 osób, 55 żydowską, a 6 inną
- folwark Dąbrówka Kościelna, gdzie naliczono 3 budynki z przeznaczeniem mieszkalnym oraz 59. mieszkańców (26. mężczyzn i 33 kobiety). Narodowość polską podały 53 osoby, a białoruską 6[13].

W latach 1954-1972 miejscowość wchodziła w skład gromady Dąbrówka Kościelna. W latach 1975–1998 miejscowość administracyjnie należała do województwa łomżyńskiego.
Według stanu ludności z 31 grudnia 2011 r. w Dąbrówce Kościelnej mieszkało 379 osób.

### Historia kościoła

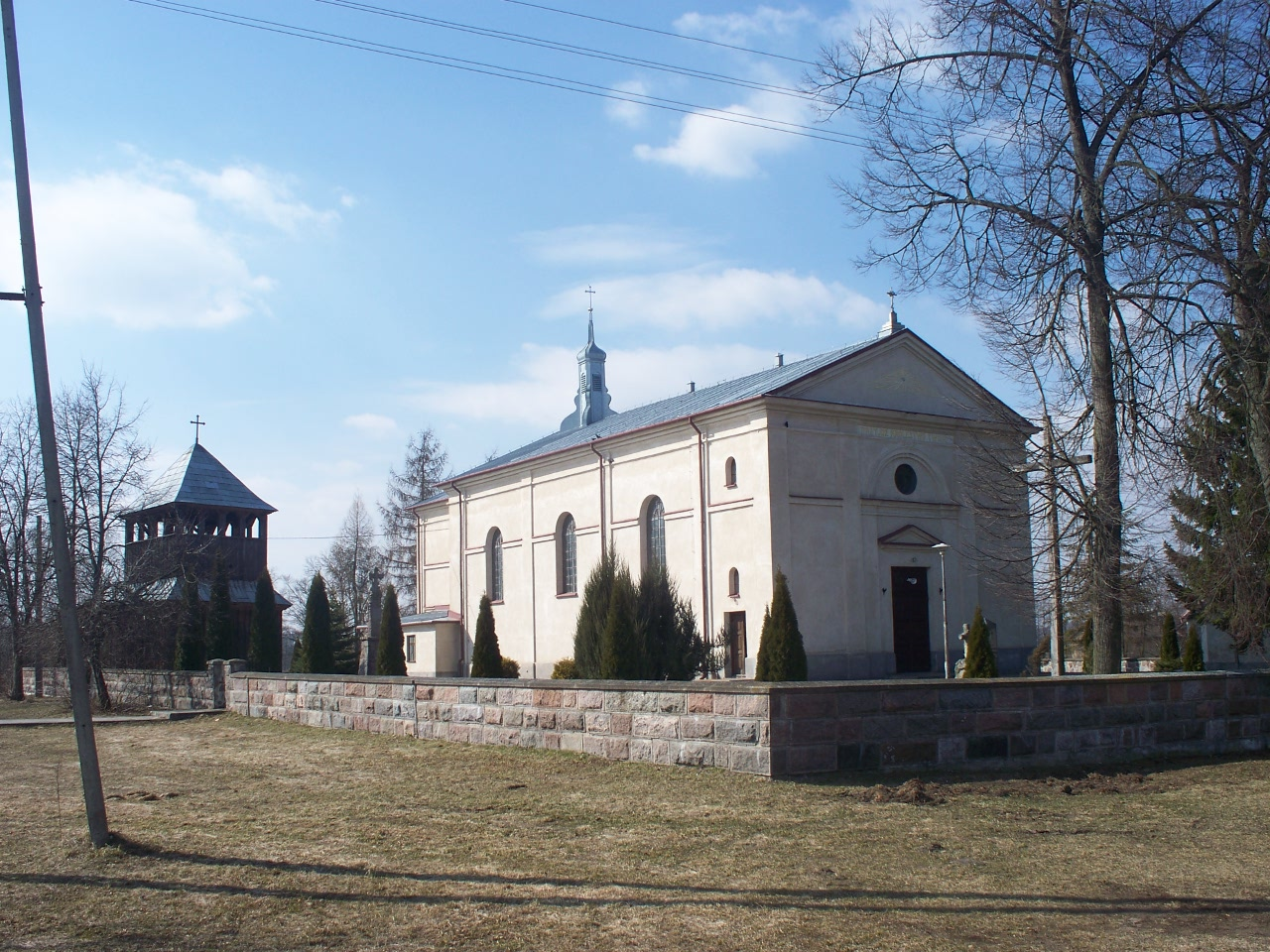
Kościół pw. św. Anny w Dąbrówce Kościelnej

Pierwszy, znany z dokumentów kościół wzmiankowany w latach 1514-1518. Kolejny, drewniany, fundowany i uposażony przez braci Abrahama, Jakuba, Marcina i Piotra Woynów oraz Piotra Szepietowskiego. Spalony w czasie wojen szwedzkich. W jego miejsce została wybudowana kaplica.
Od 1650 funkcjonuje altaria Matki Boskiej Szkaplerznej, uposażona przez Jana Skiwskiego, pisarza grodzkiego brańskiego, wraz z żoną, Reginą z Woynów. W 1679 założenie bractwa św. Anny. W latach 1685–1689 Szymon Woyno ufundował altarię św. Józefa.
Kolejny drewniany kościół wzniesiony w roku 1755 przez Walentego Sienickiego, pisarza grodzkiego brańskiego i współkolatorów. Rozebrany w roku 1873.
Obecny, murowany, neoklasycystyczny kościół parafialny pod wezwaniem św. Anny wzniesiony w roku 1875 według projektu Marconiego, z poprawkami Stanisława Kucharzewskiego, budowniczego powiatowego w Wysokiem Mazowieckiem. Wystawiony z fundacji Aleksandra Kierznowskiego herbu Pobóg, właściciela Szepietowa-Wawrzyńców, staraniem proboszcza ks. Jana Krassowskiego.
Nieopodal kościoła znajduje się cmentarz parafialny.

### Szkoła
W 1922 roku 4. klasowa szkoła powszechna, liczyła 142 uczniów. W 1923 r. 3. klasowa, liczyła 145 uczniów, 1924-124, 1925-134, 1926-160. W 1930 4. klasowa, liczyła 226 uczniów, 1935-280.

## Zabytki

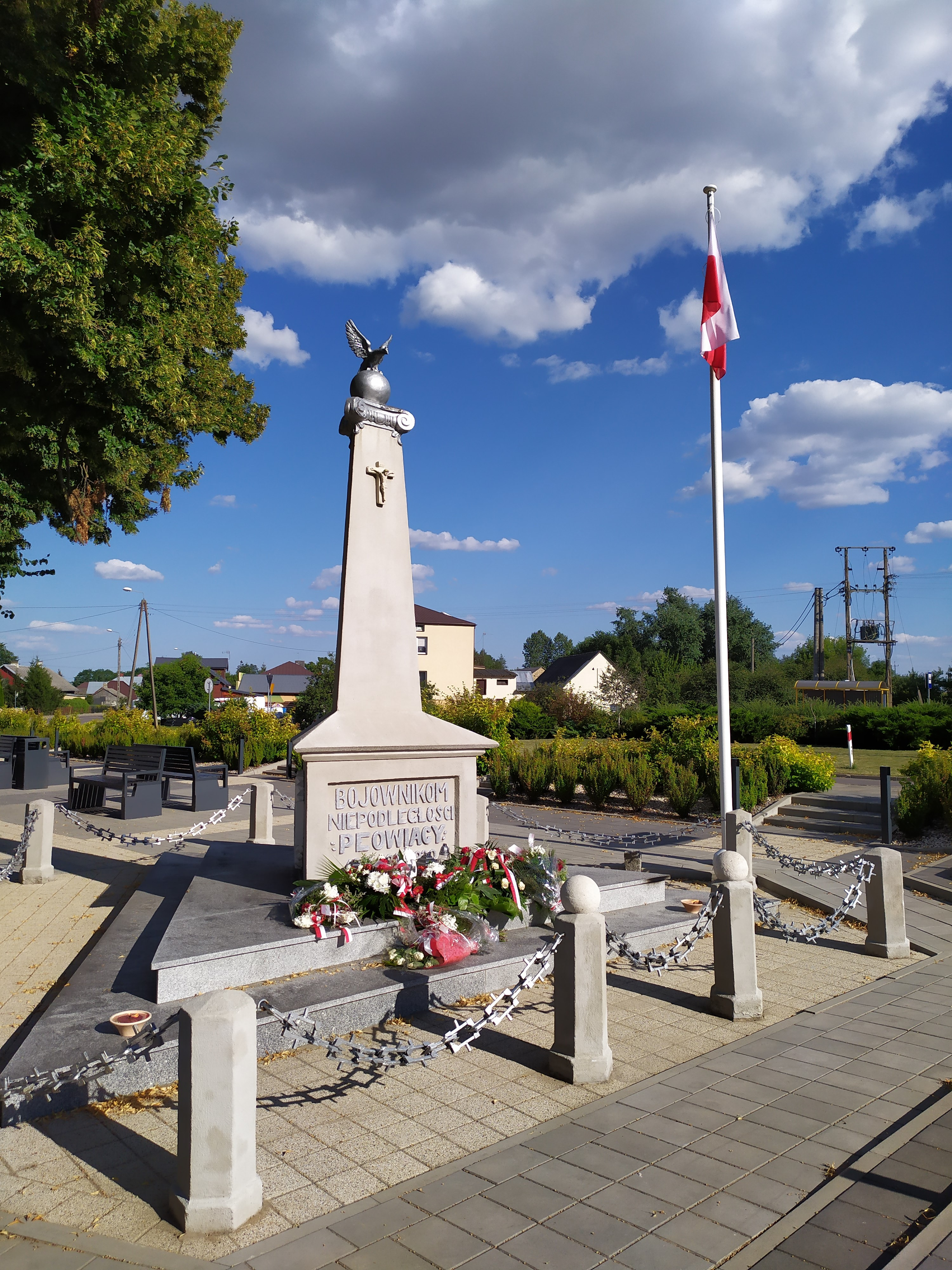
Pomnik Orła Białego - odsłonięty 30 sierpnia 1936 r.

- zespół kościoła parafialnego pw. św. Anny:
  - murowany kościół parafialny pw. św. Anny z 1875 r.
  - dzwonnica drewniana z 1786 r. wzniesiona sumptem Macieja Woyno, dzwon z 1654
  - murowana kaplica PM Loretańskiej z początku XIX w.
  - kostnica, początek XX w.[16]
  - murowana plebania wybudowana po roku 1882[7]
  - brama i ogrodzenie kościoła z końca XIX w.
  - cmentarz przykościelny:
    - nagrobek Augusta Wojno (1882)
    - grób Piotra Tyszki (1870)[16].
    - mogiła zbiorowa żołnierzy WP ofiar terroru niemieckiego z II wojny światowej z 1943 r. (pochowanych 29 osób)
    - mogiła zbiorowa żołnierzy WP z 1939 r. (pochowane 2 osoby)[17].
- pomnik POW (1914-1918-1920) z 1936 r.
- krzyż z 1. połowy XIX w.
- drewniany dom z lat 30. XX w.
- kolportaż strażacki, murowany, 1936 r.[18]
- remiza murowana z 1930
- mleczarnia murowana (współcześnie zlewnia mleka) z końca lat 20. XX w.
- murowany młyn motorowo-elektryczny z 1921[16]

## Organizacje pożytku publicznego
- Ochotnicza Straż Pożarna, Dąbrówka Kościelna